# Jean Laigret
Jean Laigret (17. srpna 1893 Blois – 11. března 1966 Molineuf) byl francouzský lékař a biolog. V roce 1932 vyvinul první očkování proti žluté zimnici. V roce 1934 odjel na misi do Dakaru, když se tu opět probudila epidemie žluté zimnice. Založil centrum na výrobu vakcín proti žluté zimnici a poté ji aplikoval na populaci ve velkém měřítku. Navzdory řadě mírných horečnatých reakcí bylo očkování úspěšné.
V roce 1936 mu byla udělena Bréantova cena Akademie věd za jeho vakcínu proti žluté zimnici a byl součástí mise vyslané do Španělska Organizací hygieny Společnosti národů s cílem studovat způsoby prevence infekčních nemocí civilního obyvatelstva.
V roce 1942 byl zvolen dopisovatelem pro hygienickou divizi Národní lékařské akademie. Během spojeneckého vylodění se dobrovolně přihlásil k obnovení služby v Alžíru a byl jmenován ředitelem Ústřední armádní laboratoře v severní Africe.
V roce 1945 byl znovu dosazen do Pasteurova institutu v Tunisu a v letech 1950 až 1960 byl jmenován profesorem bakteriologie a hygieny na lékařské fakultě ve Štrasburku.

## Kariera

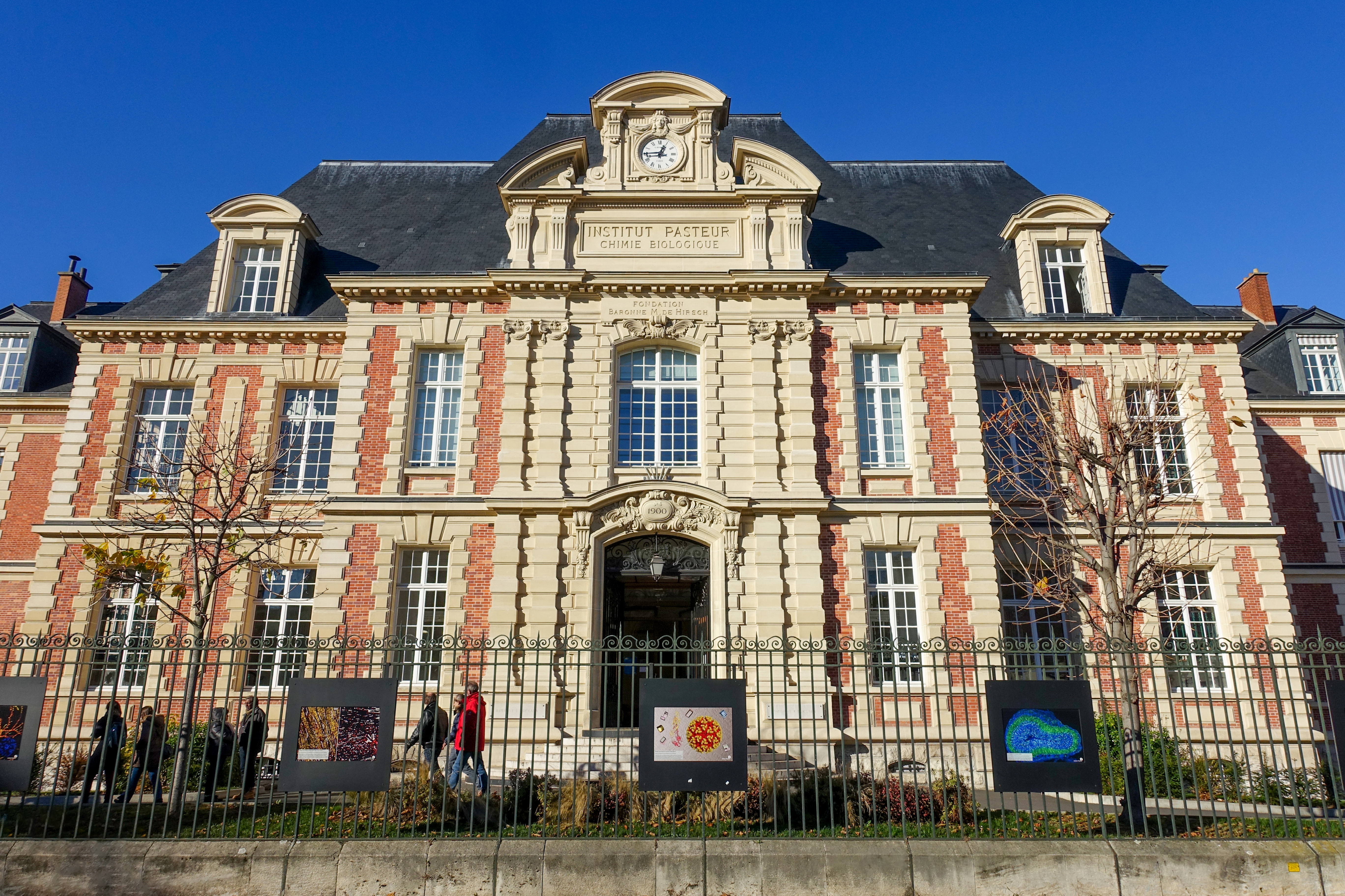
Pasteurův institut v Paříži (2016)

- Pasteurův institut v Paříži (2016)Laigret vystudoval medicínu na Lékařské fakultě v Tours a poté školu pro námořní zdravotní službu v Bordeaux.
- Během první světové války (1914 až 1918) sloužil u pěchoty, ženistů a senegalských střelců. V roce 1915 byl zraněn a byl vyznamenán Croix de guerre.
- V roce 1919 obhájil v Bordeaux doktorskou práci z medicíny na téma Příspěvek k profylaxi syfilidy.
- V letech 1921 až 1923 byl lékařem v domorodé nemocnici středního Konga v Brazzaville. Zde navštěvoval mikrobiologický kurz Pasteurova institutu ve skupině studentů vedené J. Dumasem a stal se asistentem doktora Blancharda, ředitele Pasteurova institutu v Brazzaville. Pracoval na léčbě trypanosomiázy testováním 270 F (orsanin) a 309 F (suramin) vyvinutých Ernestem Fourneauem.

- V roce 1924 byl zvolen členem korespondentem Společnosti exotické patologie (SPE) a v roce 1934 se stal čestným řádným členem.
- V roce 1926 se vrátil do Francie, ale záhy byl jmenován vedoucím laboratoře v Pasteurově institutu v Saigonu, kde zůstal jen několik měsíců.

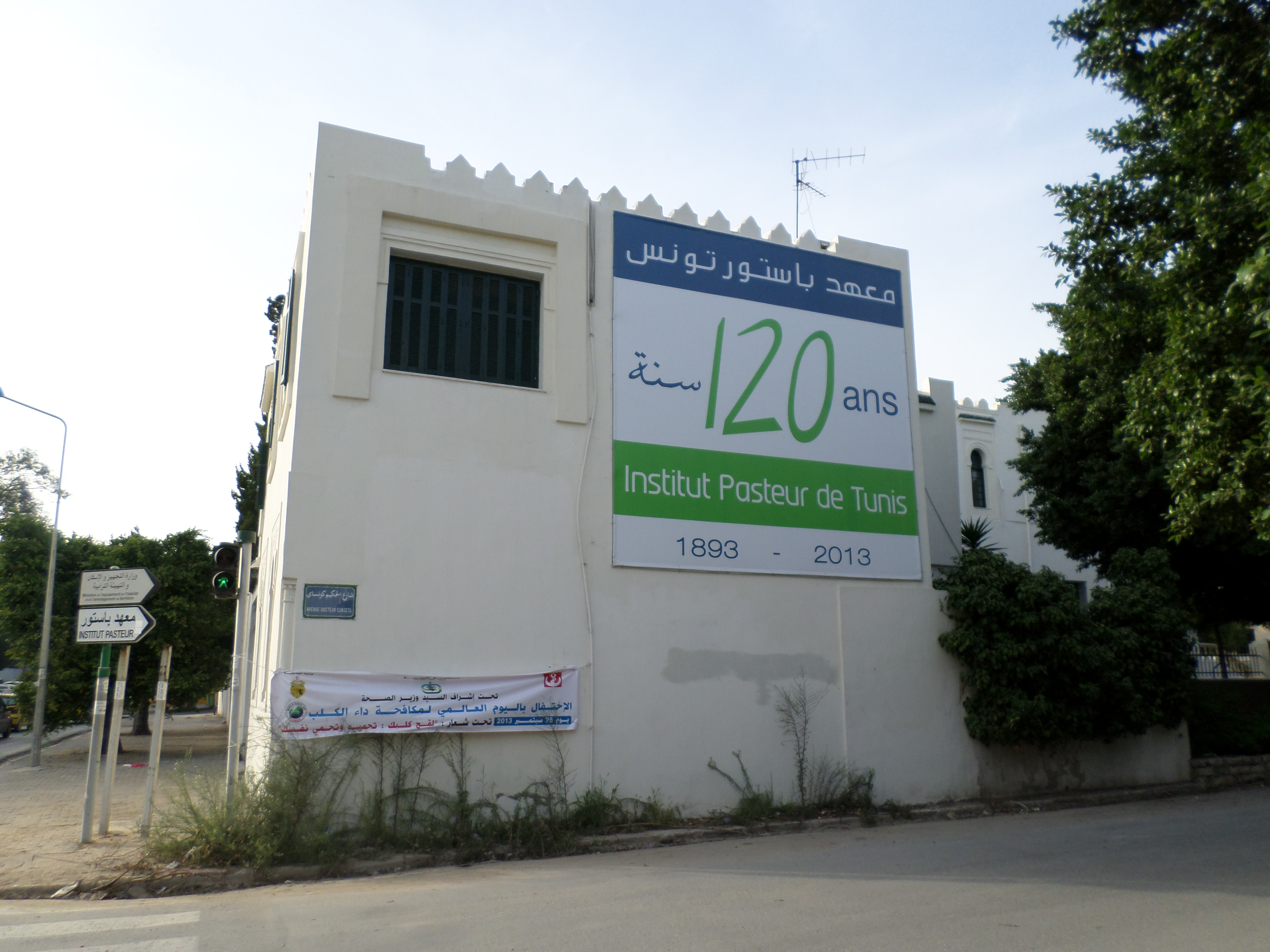
Pasteurův institut v Tunisu (120 let existence 1893-2013). Jedno z hlavních výzkumných center Mezinárodní sítě institutů Pasteur.

- Pasteurův institut v Tunisu (120 let existence 1893-2013). Jedno z hlavních výzkumných center Mezinárodní sítě institutů Pasteur.V roce 1927 byl poslán na misi do Dakaru, kde zuřila epidemie žluté zimnice, aby zajistil hygienu města. Brzy se k němu připojil A.W. Sellardsna a A. Stockes, vedoucí mise Rockefellerovy nadace, kteří dokázali reprodukovat žlutou zimnici na opicích makak rhesus. Laigret se Sellardsem potom dokázali izolovat kmen žluté zimnice, který nazvali "francouzský kmen".
- V roce 1928 se Laigret vrátil opět do Afriky jako lékař dakarské zdravotní služby. Působil také jako sekretariát Africké konference o žluté zimnici, které předsedal generální inspektor Lasnet.
- V roce 1929 se stal ředitelem laboratoře v Bamaku v Mali.
- V roce 1930 po návratu do Francie byl jmenován instruktorem mikrobiologického kurzu Pasteurova institutu.
- V roce 1932 se stal vedoucím laboratoře Pasteurova institutu v Tunisu.
- Charles Nicolle mu svěřil vývoj lidské tyfové vakcíny. Ta byla založená na myším tyfovém viru, který zachovává imunizační účinek proti tyfu přenášenému vší.

## Žlutá zimnice

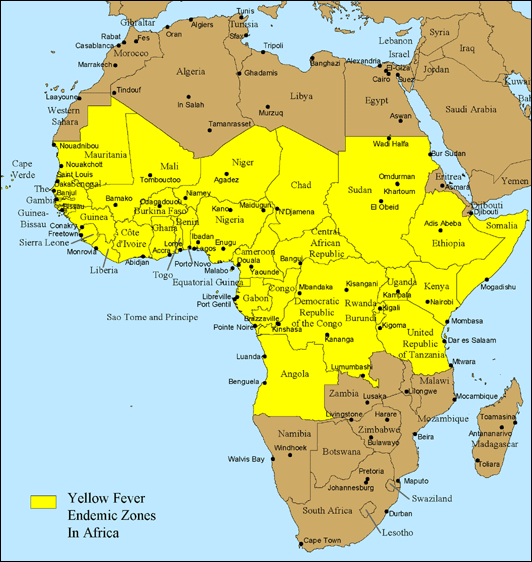
Rozšíření žluté zimnice v Africe v roce 2005. Ani téměř po 80 letech od první vakcinace se nepodařilo tuto nemoc vymýtit.

- Rozšíření žluté zimnice v Africe v roce 2005. Ani téměř po 80 letech od první vakcinace se nepodařilo tuto nemoc vymýtit.V letech 1931 až 1934 pracoval Laigret na útlumu kmene viru žluté zimnice infikováním opic myším mozkem, což byla technika vyvinutá A.W. Sellardsem a Maxem Theilerem. Po asi padesáti předáních není virus pro opici patogenní. Získaný kmen stabilizoval vysušením fosforečnanem sodným a provedl první očkovací testy na sobě a poté na dalších 70 lidech. Tak prokázal, že krev očkovaných získala imunitu.
- V roce 1934 odjel na misi do Dakaru, když se tu opět probudila epidemie žluté zimnice. Založil centrum na výrobu vakcín proti žluté zimnici a poté aplikoval vakcínu na populaci ve velkém měřítku. Navzdory řadě mírných horečnatých reakcí bylo očkování úspěšné.
- V letech 1935 až 1937 přednášel na katedře hygieny a poté bakteriologie na Lékařské fakultě v Paříži.

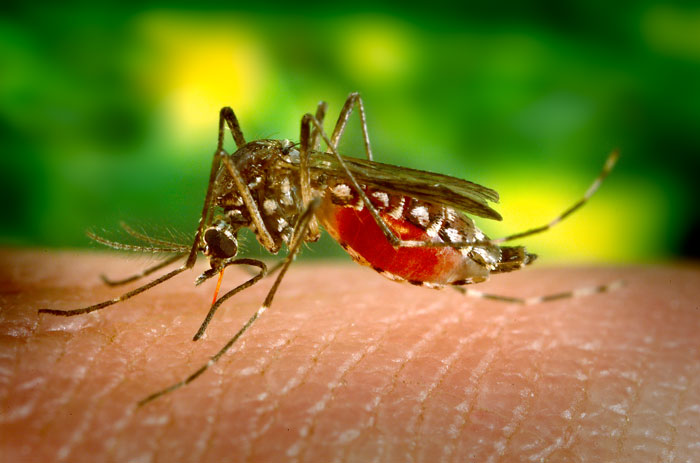
Samička komára Aedes aegypti - přenašečka žluté zimnice

- Samička komára Aedes aegypti - přenašečka žluté zimnice21. prosince 1936 mu byla udělena Bréantova cena Akademie věd za jeho vakcínu proti žluté zimnici a byl spolu s Lasnetem a Wroczinskim součástí mise vyslané do Španělska Organizací hygieny Společnosti národů s cílem studovat způsoby prevence infekčních nemocí civilního obyvatelstva.
- V letech 1937 a 1938 byl společně s Lasnetem pověřen Společnosti národů studiem profylaxe epidemických nemocí v Číně, Kouang-Si a Kouang Toung.
- V roce 1940 uplatnil svou metodu očkování proti tyfu v Tunisku a Alžírsku.
- V roce 1941 přednášel na Lékařské fakultě v Alžíru, kde nahradil profesora E. Pinoye. Současně pracoval na výrobě uhlovodíků z anaerobních půdních bakterií, jako je Clostridium perfringens.
- 11. března 1966 se přestěhoval do Molineufu v Loir-et-Cher, kde zemřel.